# Ozyptila reenae
Ozyptila reenae là một loài nhện trong họ Thomisidae.
Loài này thuộc chi Ozyptila. Ozyptila reenae được miêu tả năm 1964 bởi Basu.